# 国会記者会館
国会記者会館（こっかいきしゃかいかん）は、東京都千代田区永田町に所在する建築物。報道各社の記者クラブが入居している。1969年、衆議院事務局が5億6,379万円かけて建設した。土地と建物は国有。入居条件は、159社が加盟する国会記者会に所属していること。使用料は無料。

## 概要
2階-4階に放送局・新聞社政治部の国会記者クラブ各チームが入居する部屋が25部屋あり、広さは平均75m2、大手新聞社が入る大部屋は105m2。他の階には食堂・喫茶店・理容店・清涼飲料自動販売機などがある。建物裏に約80台分の駐車場があり、1台当たりの駐車料金は年間2,000円。近隣の家賃相場から推算すると、年間8億円近い便宜供与がなされているともいわれる。
衆議院が会館を記者会に引き渡す際、「建物及び附帯設備について、通常必要とする維持修繕は国会記者会が、その負担において行うものとする」と取り決められた。1999年-2008年の10年間で、「通常必要とする維持修繕」の範囲を超える空調設備・電気設備・エレベーターの改修など、2億3,000万円余りの予算が付けられていた。 
国会記者会が衆議院から委託を受ける形で管理運営を行なっている。管理者である国会記者会（政治部を持つ放送局・新聞社各社が加盟する）は、フリーランスの記者、雑誌記者、日本国外の報道機関など、加盟社以外の使用を認めていない。
国会議員やマスコミ各社が出席した「故安倍晋太郎をしのぶ会」（1998年）や、国会関係取材と異なるテーマの民間の研究会の会場として用いられたことがある。

## 記者クラブ非加盟記者による屋上取材の不許可問題
2012年7月、インターネットメディアの特定非営利活動法人アワープラネット・ティービー（Our Planet-TV、略称アワプラ）が、国会議事堂・首相官邸前の原子力発電所反対デモを取材・撮影するために、国会記者会館屋上の使用を国会記者会に求めたが不許可とされた。衆議院議長に対しても、会館屋上について国有財産使用許可を3回申請したがすべて不許可であった。寺澤有、畠山理仁、佐藤裕一らフリーランス記者も同様に屋上使用が認められなかった。
アワプラは再三要望したものの計3回断られ、東京地裁・東京高裁に仮処分を申し立てたが却下されて、同年9月24日、国と国会記者会を相手取り損害賠償請求訴訟を提訴。「国会記者会が報道機関を差別し、取材・報道の自由を侵害するのは違法」「国が記者クラブの特権化を助長して競争的な報道をさせないのは、国民の知る権利の侵害」等と主張している。アワプラはこれと並行して、共同通信社に置かれた「報道と読者」委員会をはじめ、国会記者会常任幹事社4社の第三者的機関への申し立てを行なった
。損害賠償請求については、2014年10月14日に東京地裁が「原告には自由に屋上を使う権利はない。安全上問題があり、屋上の使用を認めなかった判断は妥当」として棄却された。
10月31日、「フリーランス連絡会」の寺澤・畠山・佐藤は、3人が国会記者会館に立ち入り取材することを国会記者会が妨害してはならないことを求める仮処分を東京地裁に申し立てた。審尋で国会記者会は、「衆議院からの使用承認に基づき（使用貸借契約上の借主に準ずる地位に基づき）、国会記者会館を自ら使用占有し、正当な権限のある使用者として国会記者会館の管理を行って」おり「第三者の国会記者会館への立ち入りについて許可するか許可しないかの決定権を有している。」等と主張している。
1969年3月に衆議院事務総長が国会記者会代表者にあてた文書「国会記者事務所の使用について」には、国会記者会が衆議院に使用を申請し、衆議院が「使用条件」を付してこれを承認した経緯が記録されている。「使用条件」は、使用目的を「国会関係取材のための新聞、通信、放送等の記者事務用室」としており、さらに同文書に「国会記者会加盟社以外についても衆議院が必要と認めるものは、使用できる」との文言がある。こうしたことから、加盟社以外の記者の会館使用を拒む根拠はない、との指摘がある。さらには、「市民の知る権利に寄与すると考えられるのであれば、むしろ積極的に（会館使用の）対象の範囲を拡大することこそが、市民を代表して国になりかわり取材拠点を管理する者の責務である」との山田健太専修大学教授による説もある。